# Ukraines håndboldlandshold (damer)
Ukraines håndboldlandshold er et landshold med kvindelige håndboldspillere fra Ukraine. Det styres af det ukrainske håndboldforbund, og deltager i internationale håndboldturneringer såsom VM og EM.

## Resultater
Resultaterne som er vist under er kun konkurrencer hvor Ukraine har deltaget. Turneringer de ikke har taget del i er ikke opført.

### OL
- Grækenland 2004: .-plads

### VM
- Østrig  Ungarn 1995: 9.-plads
- Danmark  Norge 1999: 13.-plads
- Italien 2001: 18.-plads
- Kroatien 2003: 4.-plads
- Rusland 2005: 10.-plads
- Frankrig 2007: 13.-plads
- Kina 2009: 17.-plads
- 2023: 23.-plads